# Kiến trúc tế bào
Kiến trúc tế bào (tiếng Anh: cytoarchitecture hoặc cytoarchitectonics, từ tiếng Hy Lạp κύτος=tế bào + αρχιτεκτονική=kiến trúc) là ngành học nghiên cứu cấu tạo tế bào của mô trong cơ thể ở tầm vi mô.
Trong sinh học, kiến trúc tế bào nói đến sự sắp xếp tế bào trong một mô hoặc cấu trúc phân tử của tế bào. Trong thần kinh học, nó đề cập riêng đến sự sắp xếp thân nơ-ron trong não hoặc tủy sống.

## Tế bào chất
Trong tế bào, tế bào chất là bào quan được tạo nên bởi các chất lỏng giống như thạch (được gọi là chất tế bào) và và những cấu trúc khác bao quanh nhân.

## Khung tế bào
Khung tế bào là một mạng lưới các tơ sợi dài cấu trúc nên khung cấu trúc của tế bào. Khung tế bào có vài chức năng chủ chốt như xác định hình dáng của tế bào, tham gia vào quá trình phân chia tế bào, cho phép các tế bào di chuyển. Chúng cũng cung cấp hệ thống giống như các con đường hướng dẫn các bào quan và các hợp chất di chuyển trong tế bào.

## Mạng lưới nội chất (ER)
Bào quan này giúp xử lý các phân tử được tạo ra bởi tế bào. Mạng lưới nội chất cũng vận chuyển những phân tử đến những nơi chuyên biệt bên ngoài hoặc bên trong tế bào.